# Parsalakan
Parsalakan is een bestuurslaag in het regentschap Tapanuli Selatan van de provincie Noord-Sumatra, Indonesië. Parsalakan telt 2537 inwoners (volkstelling 2010).